# Lista de nomes de furacões retirados no Pacífico

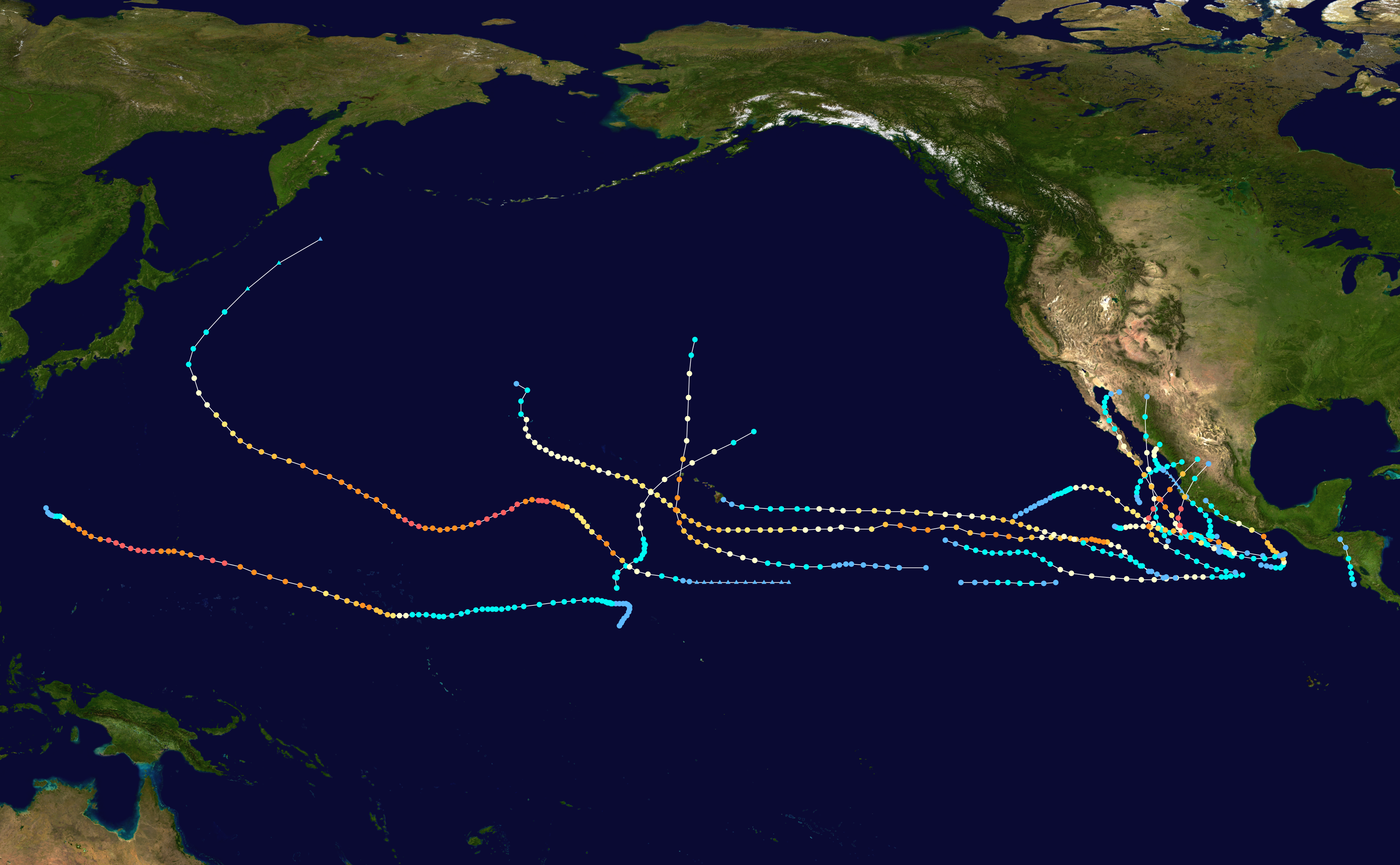
Faixas de todos os nomes de furacões do Pacífico retirados

Esta é uma lista de nomes de furacões que ocorreram no Pacífico. Dentro do oceano Pacífico, o nome de qualquer ciclone tropical significativo pode ser retirado da lista de nomes de ciclones tropicais da Organização Meteorológica Mundial caso considerar-se que uma tempestade é tão mortal ou prejudicial que o uso futuro do seu nome seria inadequado. Os nomes de tempestade também podem ser removidos por outros motivos, como por serem muito semelhantes a outro nome retirado ou porque podem sugerir um significado indesejável em outra língua. Nas bacias do Pacífico Este e Central, um total de dezoito nomes foram removidos das listas oficiais. O sistema mais mortífero para se aposentar foi o furacão Pauline, que causou mais de 230 mortes ao atingir o México em outubro de 1997, enquanto o furacão mais caro foi o furacão Manuel, que causou em setembro de 2013 um impacto econômico de mais de $ 4,2 mil milhões em danos. O furacão Patricia foi o ciclone tropical do Pacífico mais recente a ter o seu nome retirado, devido à sua intensidade excepcional.

## Antecedentes

Furacão Kenna perto de seu pico de intensidade

Em 1950, um ciclone tropical que afetou o Havaí recebeu o nome de Able, após um ciclone tropical não ter afetado o Havaí por vários anos. O sistema posteriormente se tornou amplamente conhecido como Furacão Hiki, uma vez que Hiki é havaiano para o Able (Capazes).
 Os tufões Olive e Della de 1952 e 1957, respectivamente, se desenvolveram no Pacífico Central, mas não foram identificados até cruzarem a Linha de Datas Internacional e se mudarem para a bacia do Pacífico Ocidental. Durante 1957, outros dois ciclones tropicais desenvolveram-se no Pacífico Central e foram nomeados Kanoa e Nina pelos escritórios meteorológicos militares havaianos. Decidiu-se subsequentemente que futuros ciclones tropicais seriam nomeados emprestando nomes das listas de nomes do Pacífico Ocidental.
Na bacia do Pacífico Oriental, a nomeação de ciclones tropicais começou em 1960, com quatro conjuntos de nomes femininos inicialmente projetados para serem usados consecutivamente antes de serem repetidos. Em 1965, depois que duas listas de nomes foram usadas, foi decidido retornar ao topo da segunda lista e começar a reciclar os conjuntos de nomes anualmente. Em 1977, após protestos de vários grupos de direitos das mulheres, a NOAA decidiu abandonar o controle sobre a seleção de nomes, permitindo que um comitê regional da OMM selecionasse novos conjuntos de nomes. A OMM selecionou seis listas de nomes que continham nomes masculinos e alternavam a cada seis anos. Eles também decidiram que as novas listas de nomes de furacões começariam a ser usadas em 1978, um ano antes do Atlântico. Desde 1978, as mesmas listas de nomes têm sido usadas, com nomes de ciclones tropicais significativos removidos das listas e substituídos por novos nomes.
Em 1979, depois que dez nomes foram emprestados das listas de nomes do Pacífico Ocidental, os nomes havaianos foram restabelecidos para ciclones tropicais que se transformavam em tempestades tropicais que se formavam no Pacífico Central. Cinco conjuntos de nomes havaianos, usando apenas as 12 letras do alfabeto havaiano, foram elaboradas com a intenção de usar os conjuntos de nomes em uma base de rotação anual. No entanto, depois que nenhuma tempestade se desenvolver nesta região entre 1979 e 1981, as listas anuais foram descartadas e substituídas por quatro conjuntos de nomes e projetadas para serem usadas consecutivamente. Antes da temporada de furacões de 2007, o Centro de Furacões do Pacífico Central (CPHC) e a Defesa Civil do Estado do Havaí solicitaram que o comitê de furacões retirasse onze nomes das listas de nomes do Pacífico Oriental. No entanto, o comitê recusou a solicitação e observou que os seus critérios para a retirada de nomes eram "bem definidos e muito rigorosos". Considerou-se que, embora os sistemas possam ter tido um impacto significativo nas ilhas havaianas, nenhum dos impactos foi grande o suficiente para justificar a retirada dos nomes. Observou-se também que o Comitê não havia aposentado nomes anteriormente para sistemas que tiveram um impacto maior do que aqueles que foram enviados. O CPHC também introduziu um conjunto revisado de nomes havaianos para o Pacífico Central, depois de trabalharem com o Departamento de Estudos Havaianos da Universidade do Havaí para garantir o significado correto e o uso histórico e cultural apropriado dos nomes.
A prática de aposentar nomes significativos foi iniciada em 1955 pelo Departamento de Meteorologia dos Estados Unidos na bacia do Atlântico, depois que os furacões Carol, Edna e Hazel atingiram o nordeste dos Estados Unidos e causaram uma quantidade significativa de danos no ano anterior. Inicialmente, os nomes foram projetados para serem aposentados apenas por dez anos, após os quais podem ser reintroduzidos, no entanto, foi decidido na conferência interdepartamental de furacões de 1969 que qualquer furacão significativo no futuro teria o seu nome permanentemente aposentado. Vários nomes foram removidos das listas de nomes do Pacífico por vários motivos, exceto por causar uma quantidade significativa de morte / destruição, que incluem serem pronunciados de maneira muito semelhante a outros nomes e por motivos políticos.

## Nomes retirados da bacia do Pacífico Oriental

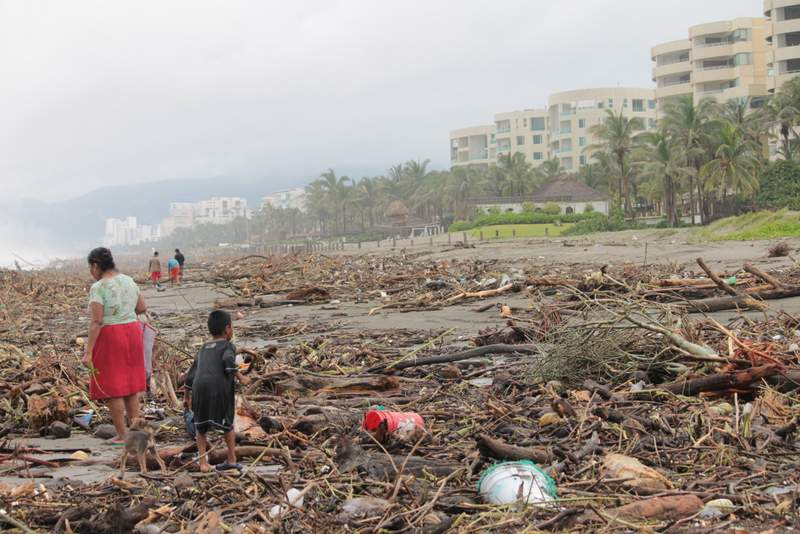
Detritos na praia em Acapulco, México do furacão Manuel

Dentro da bacia do Pacífico Oriental - entre as costas ocidentais das Américas e 140 ° W - quinze nomes foram aposentados desde o início da nomeação na região em 1960. Antes do início das listas de nomes modernas em 1978, os nomes Hazel e Adele foram retirados da lista de nomes por motivos que não são claros. O nome Fico foi posteriormente retirado depois que o sistema afetou o Havaí em 1978, enquanto o nome Knut foi removido depois de ser usado em 1987 por razões desconhecidas, mal atingindo a força das tempestades tropicais. Em 1989, o nome Iva foi removido, pois foi pronunciado de maneira muito semelhante ao furacão Iwa, que foi retirado das listas de nomes do Pacífico Central em 1982, depois de afetar o Havaí.  No início dos anos 90, os nomes Fefa e Ismael foram aposentados depois que afetaram o Havaí e o norte do México, respectivamente. O furacão Pauline se tornou o mais mortífero furacão do Pacífico Oriental, e seu nome foi retirado depois que afetou o México em 1997.
Os nomes Adolph e Israel foram aposentados posteriormente por considerações políticas, depois de uma discussão sobre o uso de seus nomes no início da temporada de 2001 . O nome Kenna foi aposentado em 2003, depois de se tornar um dos mais intensos furacões do Pacífico já registados. O nome Alma foi aposentado em 2009, depois de se tornar o primeiro ciclone tropical do Pacífico Oriental já registado a atingir terra ao longo da costa do Pacífico da América Central. O nome Manuel foi aposentado em 2014, depois de se tornar o primeiro ciclone tropical do Pacífico Oriental a atingir terras no México continental, reconstruir-se sobre a água e tornar-se um furacão. Na reunião do comitê de furacões de 2015, o nome Odile foi retirado da lista de nomes após se tornar o primeiro grande furacão a afetar a Baja California em 25 anos.
 O nome Isis também foi retirado preventivamente das listas de nomes para 2016, pois foi considerado inapropriado para ser usado por causa do grupo rebelde extremista islâmico .
| Nome     | Datas activo                     | Classificação máxima   | Velocidade vento sustentado | Pressão               | Áreas afectadas                              | Danos (USD)     | Mortos  | Refs          |
| -------- | -------------------------------- | ---------------------- | --------------------------- | --------------------- | -------------------------------------------- | --------------- | ------- | ------------- |
| Hazel    | 24 – 26 de setembro de 1965      | Tempestade tropical    | 60 mph (95 km/h)            | 986 hP- (29.12 inHg)  | México                                       | 10 000 000 $    | 6       | [ 25 ]        |
| Adele    | 30 de maio – 7 de junho de 1970  | Furacão de categoria 1 | 85 mph (140 km/h)           | ≤992 hPa (29.29 inHg) | Nenhum                                       | Nenhum          | Nenhum  | [ 26 ]        |
| Fico     | 9 – 28 de julho de 1978          | Furacão de categoria 4 | 145 mph (220 km/h)          | 955 hPa (28.20 inHg)  | Havaí                                        | 200 000 $       | Nenhum  | [ 27 ]        |
| Knut     | 28 – 30 de agosto de 1987        | Tempestade tropical    | 40 mph (65 km/h)            | Não específicado      | None                                         | Nenhum          | Nenhum  | [ 28 ]        |
| Iva      | 5 – 13 de agosto de 1988         | Furacão de categoria 2 | 105 mph (165 km/h)          | 968 hPa (28.59 inHg)  | None                                         | Nenhum          | Nenhum  | [ 29 ]        |
| Fefa     | 29 de julho– 8 de agosto de 1991 | Furacão de categoria 3 | 120 mph (195 km/h)          | 959 hPa (28.32 inHg)  | Havaí                                        | Nenhum          | Nenhum  |               |
| Ismael   | 12 – 16 de setembro de 1995      | Category 1 hurricane   | 80 mph (130 km/h)           | 983 hPa (29,03 inHg)  | Norte do México                              | 26 000 000 $    | 116     |               |
| Pauline  | 5 – 10 de outubro de 1997        | Furacão de categoria 4 | 130 mph (215 km/h)          | 948 hPa (27,99 inHg)  | Oaxaca, Guerrero                             | 447 800 000 $   | 230-400 |               |
| Adolph   | 25 de maio– 1 de junho de 2001   | Furacão de categoria 4 | 145 mph (230 km/h)          | 940 hPa (27,76 inHg)  | México Ocidental                             | Nenhum          | Nenhum  | [ 30 ]        |
| Kenna    | 22 – 26 de outubro de 2002       | Furacão de categoria 5 | 165 mph (270 km/h)          | 913 hPa (26.96 inHg)  | México Ocidental Sudoeste dos Estados Unidos | 101 000 000 $   | 4       | [ 31 ] [ 32 ] |
| Isis     | 8 – 16 de setembro de 2004       | Furacão de categoria 1 | 75 mph (120 km/h)           | 987 hPa (29.15 inHg)  | None                                         | Nenhum          | Nenhum  |               |
| Alma     | 29 – 30 de maio de 2008          | Tempestade tropical    | 65 mph (100 km/h)           | 994 hPa (29,35 inHg)  | Nicarágua                                    | 33 000 000 $    | 9       | [ 33 ]        |
| Manuel   | 13 – 19 de setembro de 2013      | Furacão de categoria 1 | 75 mph (120 km/h)           | 983 hPa (29,03 inHg)  | México Ocidental                             | 4 200 000 000 $ | 123     | [ 34 ]        |
| Odile    | 10 – 18 de setembro de 2014      | Furacão de categoria 4 | 140 mph (220 km/h)          | 918 hPa (27,11 inHg)  | Península de Baja California                 | 1 220 000 000 $ | 15      | [ 24 ]        |
| Patricia | 20 – 24 de outubro de 2015       | Furacão de Categoria 5 | 215 mph (345 km/h)          | 872 hPa (25,75 inHg)  | América Central, México, Texas               | 460 000 000 $   | 13      | [ 35 ]        |
| 15 nomes | Referências:                     | Referências:           | Referências:                | Referências:          | Referências:                                 | 6 500 000 000 $ | 564     |               |

## Nomes retirados da bacia do Pacífico Central
Dentro da bacia do Pacífico Central - entre 140 ° W e a Linha Internacional de Data a 180 ° - quatro nomes foram aposentados desde a introdução da lista de nomes moderna da bacia em 1979. furacões Iwa e Iniki foram retirados após impactar o Havaí, enquanto Paka e Ioke foram retirados após o afetamento de várias ilhas na Micronésia.
| Nome    | Datas activo                            | Classificação máxima       | Velocidade vento sustentado | Pressão              | Áreas afectadas                     | Danos (USD)     | Mortos | Refs                 |
| ------- | --------------------------------------- | -------------------------- | --------------------------- | -------------------- | ----------------------------------- | --------------- | ------ | -------------------- |
| Iwa     | 19 de novembro – 25 de 1982             | Furacão de Categoria 1     | 90 mph (150 km/h)           | 968 hPa (28,59 inHg) | Havaí                               | 312 000 000 $   | 4      | [ 37 ] [ 38 ] [ 39 ] |
| Iniki   | 5 de setembro – 13 de 1992              | Furacão de Categoria 4     | 145 mph (220 km/h)          | 938 hPa (27,70 inHg) | Havaí                               | 3 100 000 000 $ | 6      | [ 40 ] [ 41 ]        |
| Paka    | 28 de novembro – 23 de dezembro de 1997 | Super tufão de categoria 5 | 185 mph (295 km/h)          | 920 hPa (27,17 inHg) | Ilhas Marshall, Guam, Ilhas Mariana | 584 000 000 $   | Nenhum | [ nb 4 ] [ 42 ]      |
| Ioke    | 20 de agosto – 9 de setembro de 2006    | Furacão de Categoria 5     | 160 mph (260 km/h)          | 915 hPa (27,02 inHg) | Johnston Atoll, Wake Island         | 88 000 000 $    | Nenhum | [ 43 ]               |
| 4 nomes | Referências:                            | Referências:               | Referências:                | Referências:         | Referências:                        | 4 084 000 000 $ | 10     |                      |